# Сян Лян
Сян Лян (кит. трад. 項梁, упр. 项梁, пиньинь Xiàng Liáng; погиб в 208 году до н. э.) — генерал, руководитель восстания против династии Цинь, его племянником был разгромивший династию Цинь генерал Сян Юй.

## Биография

### Ранние годы
Сян Лян родился в Сясяне (сейчас называется Суцянь, Цзянсу). Сян Лян происходил из семьи, которая много поколений служила царству Чу. Его отец Сян Янь был военачальником в борьбе против вторжения войск царства Цинь в Чу против армии Ван Цзяня, и погиб в бою в 223 году до н. э., когда царство Чу было ликвидировано (см. Объединение Китая царством Цинь).
После падения Чу Сян Лян и его братья лишились званий и стали простолюдинами в империи Цинь. Когда умер его старший брат Сян Чао, Сян Лян взял на себя заботу о его сыне (им был Сян Юй), которого он обучал наукам и фехтованию с мечом. Однако Сян Юй не проявлял усердия, и Сян Лян был разочарован. Однако Сян Юй неожиданно проявил интерес к военной стратегии, Сян Лян стал его обучать, но Сян Юй ограничился поверхностнными знаниями. Тогда Сян Лян решил, что его племянник должен сам выбрать свою судьбу.

### ВосстаниеЧэнь Шэпротив династии Цинь
Однажды Сян Лян кого-то убил и вынужден был скрываться с семьёй в царстве У на территории юга современной провинции Цзянсу. Как раз в это время император Цинь Шихуанди проводил инспекционную поездку. Сян Лян с племянником увидели императора, и Сян Юй тогда сказал: «Я смогу встать на место его» (彼可取而代之). Сян Лян испугался и немедленно закрыл племяннику рот руками. С этого момента он стал по-другому воспринимать своего племянника.
Сян Лян по причине своего происхождения быстро завоевал авторитет в царстве У и стал выполнять роль представителя, защищающего интересы людей перед властями. Пользуясь своим авторитетом, он набирал себе сторонников и секретно собрал небольшую армию под своим руководством.

### Возвышение Сян Ляна
В конце 209 года, через два месяца после начала восстания Чэнь Шэ, правитель области Гуйцзи Инь Тун решил присоединиться к восстанию, и назначил командующими войсками Сян Ляна и Хуань Чу. Хуань Чу был в бегах, и Сян Лян вызвал племянника, который прямо на приёме у правителя области в соответствии с планом отрубил правителю голову. Сян Юй, будучи очень сильным, убил десятки человек из набежавшей челяди, а Сян Лян завладел печатями и регалиями и объявил себя правителем области. Он созвал влиятельных чиновников и объяснил необходимость своих действий в чрезвычайной ситуации. После этого Сян Лян стал собирать восьмитысячную армию и назначил командиров.
В это время Шао Пин, приближённый Чэнь Шэ, потерпел неудачу, атакуя Гуанлин, после чего переправился через Янцзы и прибыл к Сян Ляну. От имени Чэнь Шэ он пожаловал Сян Ляну статус шанчжуго (главного советника) Чу и попросил направить войска на запад от реки, чтобы ударить по Цинь. В это время военачальник восставших Чэнь Ин овладел Дунъяном, и Сян Лян решил объединить с ним силы. Чэнь Ин уступил ему руководство. Позднее ещё несколько крупных отрядов соединились с войском Сян Ляна, и он встал во главе армии в 60-70 тысяч человек.
Чэнь Шэ терпел поражения от войск циньского генерала Чжан Ханя, и среди восставших возникли раздоры. Сян Лян победил в междоусобной схватке с военачальником Цинь Цзя и присоединил его войско.
Война против регулярной циньской армии была трудной, Чжан Хань одерживал победы, но Сян Юй смог взять город Сянчэн. Когда подтвердилась информация о том, что Чэнь Шэ погиб, Сян Лян обладал наиболее мощной повстанческой армией в Чу, что дало ему возможность встать во главе антициньских сил.

### Возведение на престолХуай-вана второго
Сян Лян взял на себя руководство восстанием в Чу и попросил совета у Фань Цзэна, семидесятилетнего старца, известного умением строить хитроумные планы. Тот объяснил, что для объединения Чу надо найти легитимного вана (которым никак не был Чэнь Шэ), и предложил апеллировать к образу Хуай-вана, о правлении которого в народе остались добрые воспоминания — только так можно было объединить Чу. Сян Лян разыскал внука Хуай-вана, который пас овец в услужении богатой семье, и посадил его на чуский престол как Хуай-вана (второго) летом 208 года, получив тем самым поддержку населения. Император получил титул И-ди (Справедливый император). Хуай-ван был для него послушным марионеточным правителем.
Себя он определил верховным главнокомандующим (Усинь-цзюнь), Чэнь Ин стал главным советником (шанчжуго).
После нескольких месяцев Сян Лян собрал силы и совершил несколько военных операций. Вместе с Тянь Жуном из Ци он нанёс циньским войскам сокрушительное поражение под Дунъэ. В битве погиб циский ван, и Тянь Жун вернулся в Ци, чтобы утвердить там нового вана. Правитель Ци бежал, Сян Лян отказался помочь Тянь Жуну изловить бежавших цисцев, отчего Тянь Жун отказался далее помогать Сян Ляну.
Сян Лян послал Сян Юя и Лю Бана атаковать с разных сторон Чэнъян, который был уничтожен, и циньские войска потерпели поражение. После этого Сян Юй и Лю Бан продолжали наступление, нередко одерживая победы.

### Смерть
После серии поражений циньский генерал Чжан Хань серьёзно подготовился к битве и собрал сильную армию. В 208 до н. э. состоялась битва в Динтао. Сян Лян недооценил противника, и был убит во время битвы.
Позднее, когда Сян Юй победил циньцев в битве в Цзюйлу, он закопал заживо 200 тысяч циньских солдат для успокоения духа своего погибшего дяди Сян Ляна.